# Sven Agge
Sven Ingvar Agge (Siljansnäs, 16 juni 1925 – aldaar, 5 februari 2004) was een Zweeds biatleet. Agge behaalde de derde plaats op het tweede wereldkampioenschap biatlon in 1959 op het enige individuele evenement, de 20 kilometer. Tevens nam hij met het Zweedse team de zilveren medaille in het estafette-onderdeel. 
Agge nam in 1960 ook deel aan de Olympische Winterspelen. Hier behaalde hij de 16e plaats. 